# 419435 Tiramisu
419435 Tiramisu este o planetă minoră (asteroid) din centura de asteroizi. A fost descoperită pe 14 februarie 2010 la Nogales de Jean-Claude Merlin⁠(d) și a fost numită după Tiramisu. 
Obiectul prezintă o orbită caracterizată de o semiaxă mare de 3,1129309200381 UAi, o excentricitate de 0,059912195857777, o înclinație de 7,834406106853 ° în raport cu ecliptica.